# Баррет Джекман
Баррет Джекман (англ. Barret Jackman; 5 березня 1981, м. Трейл, Канада) — канадський хокеїст, захисник. Виступає за «Нашвілл Предаторс» у Національній хокейній лізі.
Виступав за «Реджайна Петс» (ЗХЛ), «Вустер Айскетс» (АХЛ), «Сент-Луїс Блюз».
В чемпіонатах НХЛ — 803 матчі (28+153), у турнірах Кубка Стенлі — 39 матчів (2+5).
У складі національної збірної Канади учасник чемпіонату світу 2007 (9 матчів, 0+2). У складі молодіжної збірної Канади учасник чемпіонатів світу 2000 і 2001. 
Досягнення
- Чемпіон світу (2007)
- Бронзовий призер молодіжного чемпіонату світу (2000, 2001).

Нагороди
- Пам'ятний трофей Колдера (2003)